# Бунвіль (Арканзас)
Бунвіль (англ. Booneville) — місто (англ. city) в США, в окрузі Логан штату Арканзас. Населення — 3809 осіб (2020).

## Географія
Бунвіль розташований в долині заплави річки Арканзас між горою Уошито та плато Озарк на висоті 153 метрів над рівнем моря за координатами 35°8′23″ пн. ш. 93°55′7″ зх. д. / 35.13972° пн. ш. 93.91861° зх. д. (35.139747, -93.918654).  За даними Бюро перепису населення США в 2010 році місто мало площу 10,62 км², з яких 10,57 км² — суходіл та 0,05 км² — водойми.
У межах міста перетинаються дві автомагістралі: AR 10 та AR 23.

## Демографія
Згідно з переписом 2010 року, у місті мешкало 3990 осіб у 1579 домогосподарствах у складі 1036 родин. Густота населення становила 376 осіб/км².  Було 1852 помешкання (174/км²). 
Расовий склад населення:
| - 93,5 % — білих - 1,0 % — чорних або афроамериканців - 0,9 % — корінних американців - 0,6 % — азіатів - 1,1 % — осіб інших рас |

До двох чи більше рас належало 2,9 %. Іспаномовні складали 3,2 % від усіх жителів.
За віковим діапазоном населення розподілялося таким чином: 26,0 % — особи молодші 18 років, 56,5 % — особи у віці 18—64 років, 17,5 % — особи у віці 65 років та старші. Медіана віку мешканця становила 37,8 року. На 100 осіб жіночої статі у місті припадало 91,6 чоловіків;  на 100 жінок у віці від 18 років та старших — 85,9 чоловіків також старших 18 років.
Середній дохід на одне домашнє господарство  становив 40 614 долари США (медіана — 26 878), а середній дохід на одну сім'ю — 48 013 долари (медіана — 33 790). Медіана доходів становила 34 209 доларів для чоловіків та 27 067 доларів для жінок. За межею бідності перебувало 33,1 % осіб, у тому числі 46,3 % дітей у віці до 18 років та 9,4 % осіб у віці 65 років та старших.
Цивільне працевлаштоване населення становило 1405 осіб. Основні галузі зайнятості: освіта, охорона здоров'я та соціальна допомога — 33,5 %, виробництво — 16,7 %, роздрібна торгівля — 7,5 %, публічна адміністрація — 6,7 %.

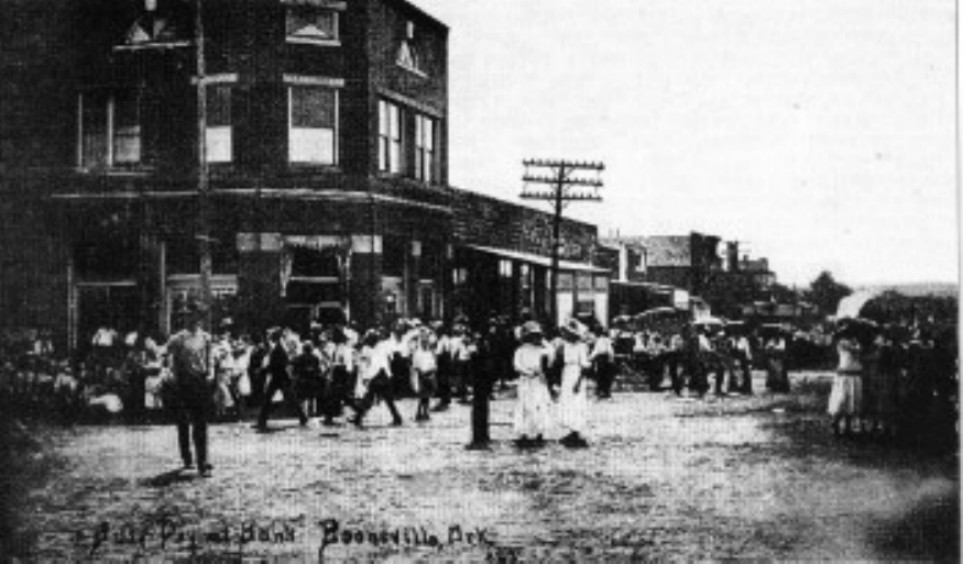
Частина головної вулиці Бунвіля, знімок кінця XIX століття

За даними перепису населення 2000 року в Бунвілі мешкало 4117 осіб, 1109 сімей, налічувалося 1619 домашніх господарств і 1863 житлових будинки. Середня густота населення становила близько 388,4 осіб на один квадратний кілометр. Расовий склад Бунвіль за даними перепису розподілився таким чином: 96,62% білих, 0,05% — чорних або афроамериканців, 1,12% — корінних американців, 0,27% — азіатів, 0,05% — вихідців с тихоокеанських островів, 1,72% — представників змішаних рас, 0,17% — інших народів. Іспаномовні склали 0,87% від усіх жителів міста.
З 1619 домашніх господарств в 34,8% — виховували дітей віком до 18 років, 51,3% представляли собою подружні пари, які спільно проживали, в 13,3% сімей жінки проживали без чоловіків, 31,5% не мали сімей. 28,5% від загального числа сімей на момент перепису жили самостійно, при цьому 16,2% склали самотні літні люди у віці 65 років та старше. Середній розмір домашнього господарства склав 2,48 особи, а середній розмір родини — 3,01 особи.
Населення міста за віковим діапазоном за даними перепису 2000 року розподілилося таким чином: 28,0% — жителі молодше 18 років, 8,1% — між 18 і 24 роками, 26,4% — від 25 до 44 років, 20,0% — від 45 до 64 років і 17,5% — у віці 65 років та старше. Середній вік мешканця склав 36 років. На кожні 100 жінок в Бунвілл припадало 88,9 чоловіків, у віці від 18 років та старше — 82,1 чоловіків також старше 18 років.
Середній дохід на одне домашнє господарство в місті склав 26 627 доларів США, а середній дохід на одну сім'ю — 31 012 доларів. При цьому чоловіки мали середній дохід в 25 238 доларів США на рік проти 20 092 долара середньорічного доходу у жінок. Дохід на душу населення в місті склав 13 076 доларів на рік. 13,1% від усього числа сімей в населеному пункті і 18,4% від усієї чисельності населення перебувало на момент перепису населення за межею бідності, при цьому 22,0% з них були молодші 18 років і 23,9% — у віці 65 років та старше.

## Протитуберкульозний санаторій штату

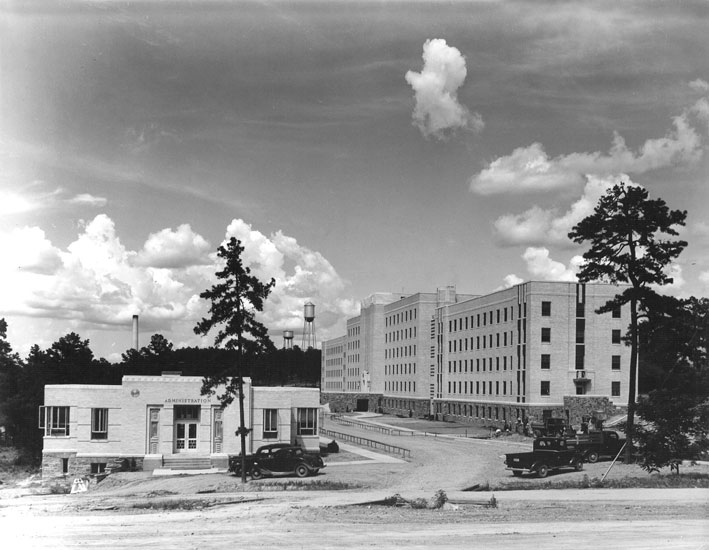
Адміністративний будинок ліворуч та головна будівля (імені Лео Найберга) санаторію — праворуч

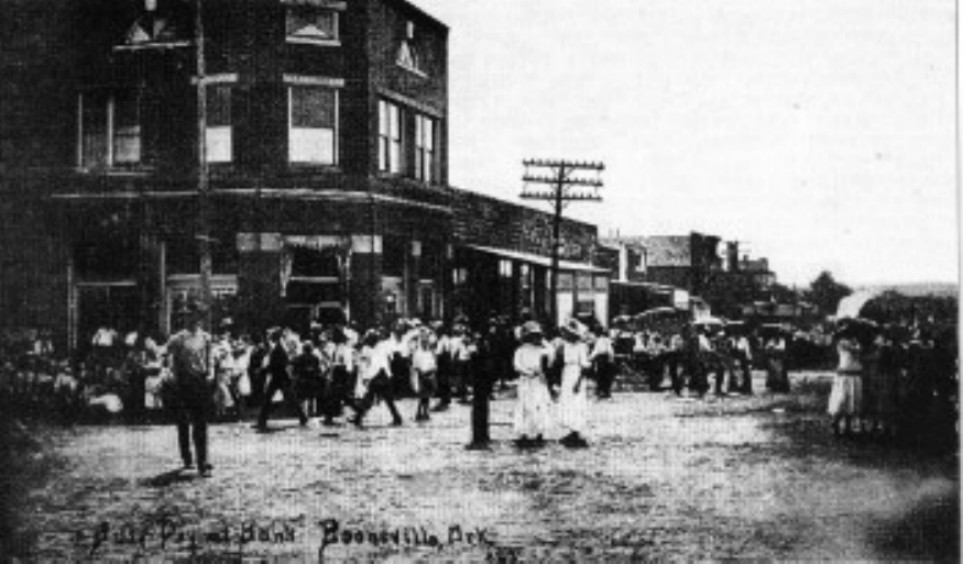
Частина головної вулиці Бунвіля, знімок кінця XIX століття

1909 року в п'яти кілометрах на південь від Бунвіля був введений в дію комплекс протитуберкульозного санаторію штату, призначений для лікування білих жителів Арканзасу, хворих на туберкульоз. До моменту свого закриття 1973 року через санаторний комплекс проходило понад 70 тисяч пацієнтів на рік. 1941 року було здано в експлуатацію головну будівлю санаторію, її будівництво спонсорував колишній пацієнт лікарні й колишній член законодавчих зборів штату Лео Найберг, на ім'я якого і був названий новоспечений комплекс. Протитуберкульозний санаторій в Бунвілі отримав широку світову популярність, як одна з найбільш успішних та оснащених лікарень туберкульозу на свій час.
Санаторно-курортний комплекс мав незалежну від міста інфраструктуру, що включала в себе кілька гуртожитків та будинків для культурно-масового дозвілля співробітників лікарні, каплицю, пральню, молочний комбінат, водоочисні споруди, власну телефонну станцію та навіть власну пожежну частину. Штат співробітників лікарні становив близько трьохсот осіб, а загальна чисельність пацієнтів та персоналу санаторію постійно була в десятки разів вище, ніж чисельність поруч розташованого міста Бунвіль.
З прийняттям на озброєння медиків більш ефективних засобів боротьби з туберкульозом, кількість пацієнтів санаторію стало неухильно знижуватися, і в кінцевому підсумку лікарня була закрита 1973 року. Останнім часом в комплексі колишнього санаторію розміщується Бунвільський корекційний центр (англ. Booneville Human Development Center), який в рамках державної програми працює з людьми з малим та середнім рівнями розумової відсталості, а також з іншими факторами відхилень у розвитку.

## Відомі уродженці та жителі
- Діззі Дін і Пол Дін — два брата, гравці в Головної ліги бейсболу
- Кімберлі Фостер — актриса, відома головним чином по ролі Мішель Стівенс в останніх серіях прайм-тайм телевізійної мильної опери Даллас
- Елізабет Ворд Грейс — модель та актриса, широко відома за роллю безсмертної Аманди в телесеріалі Горець
- Том Грінвей — актор, який грав характерні ролі в вестернах
- Джон Пол Макконелл — Начальник штабу повітряних сил США з 1 лютого 1965 по 31 липня 1969